# استان اوئانکا سانکوس
استان اوئانکا سانکوس (به اسپانیایی: Provincia de Huanca Sancos) یک استان در پرو است که در منطقه آیاکوچو واقع شده‌است. استان اوئانکا سانکوس ۲٬۸۶۲٫۳۳ کیلومتر مربع مساحت و ۱۲٬۱۲۰ نفر جمعیت دارد و ۳٬۴۰۸ متر بالاتر از سطح دریا واقع شده‌است.